# César Espinoza
César Alberto Espinoza (9 agosto 1974) è un ex calciatore venezuelano, di ruolo portiere.